# Hochhaus Uptown München
Das Hochhaus Uptown München am Georg-Brauchle-Ring im Münchner Stadtteil Moosach ist mit einer Höhe von 146 Metern und 38 Stockwerken nach dem Olympiaturm und der Windkraftanlage Freimann das dritthöchste Bauwerk und das höchste Gebäude der Stadt. Aufgrund der Hauptmarke seines Mieters wird es seit 2006 auch O2 Tower genannt.

## Bauwerk

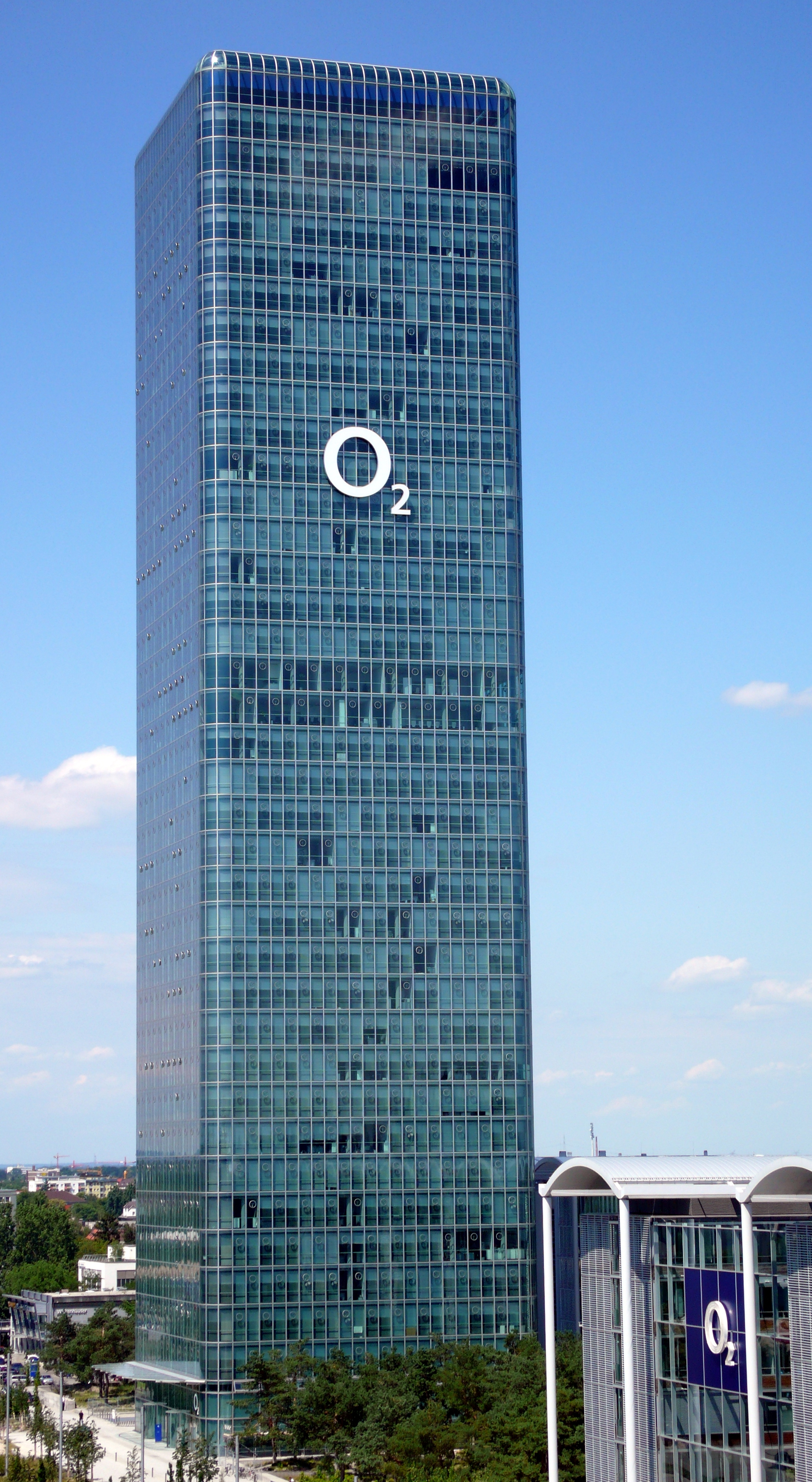
Uptown-Hochhaus

Luftbild Frühnebel Hochhaus Uptown München

Geplant wurde der nach dreijähriger Bauzeit im Jahre 2004 im Komplex Uptown München fertiggestellte Büroturm vom Düsseldorfer Architekten Christoph Ingenhoven und seinem Büro Ingenhoven Overdiek und Partner; Bauherr war die amerikanische Firma Hines, München.
Die gläserne Fassade umhüllt das Tragwerk des Gebäudes wie eine gespannte Membran. Kreisförmige Lüftungselemente ermöglichen als individuell zu öffnende Fenster eine natürliche Belüftung. Das Hochhaus mit 50.200 Quadratmetern Fläche wird von vier siebengeschossigen „Campus“ genannten Gebäuden (je ca. 8.525 m²) flankiert, die untereinander mit einem transparenten Dach verbunden sind. In einem fünften Gebäude sind 139 Wohnungen untergebracht.
Die Bodenplatte des Hochhauses hat eine Grundfläche von ca. 50 × 50 m und benötigte 7.200 m³ Beton mit einer Masse von 18.400 t. Innerhalb von 72 Stunden wurde die Bodenplatte gegossen.
Der Bau stieß in der Stadt auf heftige Kritik. Die als ästhetisch anspruchslos empfundene Quaderform gab Anlass zur Bezeichnung Vierkantbolzen. Vor allem aber wurde kritisiert, dass der Bau sich in den historischen Rundblick vom Nymphenburger Schlossrondell schiebt. Neben den Highlight Towers war Uptown München wohl einer der Hauptauslöser für die Anstrengungen der „Initiative unser München“ des Alt-Bürgermeisters Georg Kronawitter, dem es mit einem Bürgerbegehren am 21. November 2004 gelang, den Bau von weiteren Gebäuden dieser Höhe in München bis auf Weiteres zu verhindern.
Der Hauptnutzer des Hochhauses und der Campusgebäude ist die Zentrale des Mobilfunkbetreibers Telefónica Deutschland, deren O2-Markenlogo auf der Ost- und Westfassade des Towers angebracht ist.
Im August 2006 kaufte die Government of Singapore Investment Corporation das Hochhaus und eines der Campusgebäude für über 300 Millionen Euro.
Von Februar 2012 bis Oktober 2017 wurden 16 Stockwerke des Hochhauses durch den Automobilhersteller BMW genutzt.
2017 wechselte das Gebäude für einen dreistelligen Millionen-Betrag seinen Eigentümer: Europa Capital und Bayern Projekt lösten die Government of Singapore Investment Corporation ab. 2021 kam es für 570 Millionen Euro zu einem weiteren Eigentümerwechsel, aktuell ist es die Branicks Group mit Sitz in Frankfurt am Main.